# A Intrusa
A Intrusa é um filme brasileiro e argentino de 1979, dirigido por Carlos Hugo Christensen e baseado em história de Jorge Luís Borges. Sua música original é de Astor Piazzolla.

## Sinopse
Narra a história dos irmãos Nilsen, dois tropeiros dos pampas gaúchos em 1896, que se apaixonam por uma mesma mulher, Juliana.